# Yeison López
Yeison López-López (Istmina, 1° settembre 1999) è un sollevatore colombiano medagliato olimpico attivo nelle categorie dei pesi medi (fino a 77 kg.) e dei pesi massimi leggeri (fino a 89/88 kg.).

## Carriera
Cominciò a sollevare pesi nel 2016, seguendo un suo cugino sollevatore professionista.
Già un anno dopo, non ancora diciottenne, Yeison López vinse la medaglia d'oro nella categoria dei pesi medi ai Campionati panamericani di Miami 2017 con 352 kg. nel totale.
Dopo diversi anni senza risultati particolarmente importanti, nel 2023 ha vinto la medaglia d'argento ai Giochi Panamericani di Santiago del Cile nella categoria dei pesi massimi leggeri (fino a 89 kg.) con 382 kg. nel totale, battuto per 1 kg. dal venezuelano Keydomar Vallenilla-Sánchez.
L'anno successivo ha ottenuto un'altra medaglia d'oro ai Campionati panamericani di Caracas con 382 kg. nel totale. Qualche mese dopo ha preso parte alle Olimpiadi di Parigi 2024, vincendo la medaglia d'argento con 390 kg. nel totale, dietro al bulgaro Karlos Nasar (404 kg.) e davanti all'italiano Antonino Pizzolato (384 kg.).
Nel 2025 Yeison López ha vinto la medaglia d'argento ai Campionati panamericani di Cali con 381 kg. nel totale nella nuova categoria dei pesi massimi leggeri (fino a 88 kg.).